# 俵孫一
俵 孫一（たわら まごいち、1869年6月16日（明治2年5月7日） - 1944年（昭和19年）6月17日）は、日本の官僚、政治家。衆議院議員。商工大臣、立憲民政党幹事長などを歴任した。従二位勲一等。

## 経歴
1869年（明治2年）5月7日、石見国浜田（現・島根県浜田市）に俵家の3代目・三九郎、ミナの五男として生まれる。幼少の頃から家業の醤油醸造､ろうそくの製造販売等を手伝う。
浜田中学（現・島根県立浜田高等学校）、泊園書院（現・関西大学）、共立学校（現・開成中学校）、第一高等学校を経て1895年（明治28年）帝国大学法科大学英法科（現東京大学法学部）を卒業する。卒業後は内務官僚として官界に入り、1907年（明治40年）大韓帝国の学部次官、1910年（明治43年）同国の土地調査局副総裁（後の朝鮮総督府臨時土地調査局副総裁）に就任。本国に帰国した後、三重県知事、宮城県知事、北海道庁長官、拓殖事務局長を歴任する。
1924年（大正13年）憲政会から衆議院議員総選挙に立候補し当選する。以後、憲政会、民政党に所属し、通算6期当選。加藤高明内閣で鉄道政務次官、内務政務次官に就任し、1929年（昭和4年）には民政党幹事長。濱口内閣で商工大臣となる。濱口内閣総辞職後は、民政党の重鎮として、総務、政策調査会長を務めた。太平洋戦争中の1942年（昭和17年）に実施された翼賛選挙では、推薦候補となるも落選し、1944年（昭和19年）6月17日に死去した。墓所は青山霊園(1イ9-26)

## 人物
大政翼賛会の成立に際し、俵は「政党の解消と単一政党の出現は国民の正しき判断力を相殺するもので、批判なき所には必ず腐敗が伴う」と語った。

## 家族
俵家は天保の頃よりの商家で、代々当主は三九郎を襲名。
- 祖父・俵三九郎（2代目、祐栄） - 俵家入婿。旧浜田藩の銀札会所元引請人[5]
- 父・俵三九郎（3代目、祐信） - 浜田銀行初代頭取[6]
- 兄・俵三九郎（4代目　吉祐） - 浜田商業銀行頭取[6]
- 弟・俵国一 - 冶金学者。(第二代工学院(旧工手学校)院長)　-文化勲章受賞
- 妹・京 - 多額納税者で江津銀行頭取の藤田武雄の妻[7]
- 妻・マツ - 三村君平の娘
- 長男・精一 - 三菱銀行員。妻の兄に井上清一。
- 長女・淑子 - 子爵栗野慎一郎六男・義六郎（日立製作所技師）の妻
- 二女・徳子 - 平賀敏五男・貞愛の妻
- 甥・俵三九郎（5代目、啓次） - 4代目の長男。浜田営造社長、浜田商業銀行頭取。[8]
- 甥・俵三九郎（6代目、実三郎） - 4代目の二男。浜田市長
- 姪の美知、吉野はともに多額納税者の宇津重賢（三桜酒造社長）、和田孝一郞に嫁いだ。
- 孫・俵孝太郎 - 政治評論家

## 栄典
位階
- 1896年（明治29年）12月25日 - 従七位[9]
- 1902年（明治35年）12月24日 - 正六位[10]
- 1907年（明治40年）12月10日 - 正五位[11]
- 1917年（大正6年）12月28日 - 正四位[12]
- 1931年（昭和6年）5月1日 - 正三位[13]

勲章等
- 1909年（明治42年）4月18日 - 皇太子渡韓記念章[14]
- 1911年（明治44年）6月13日 - 勲三等旭日中綬章[15]
- 1912年（大正元年）8月1日 - 韓国併合記念章[16]
- 1915年（大正4年）11月10日 - 大礼記念章（大正）[17]
- 1929年（昭和4年）8月1日 - 勲一等瑞宝章[18]
- 1930年（昭和5年）12月5日 - 帝都復興記念章[19]
- 1944年（昭和19年）6月17日 - 旭日大綬章[20]

外国勲章佩用允許
- 1910年（明治43年）4月26日 - 大韓帝国：韓国皇帝陛下南西巡幸記念章[21]